# 莫斯科三環路

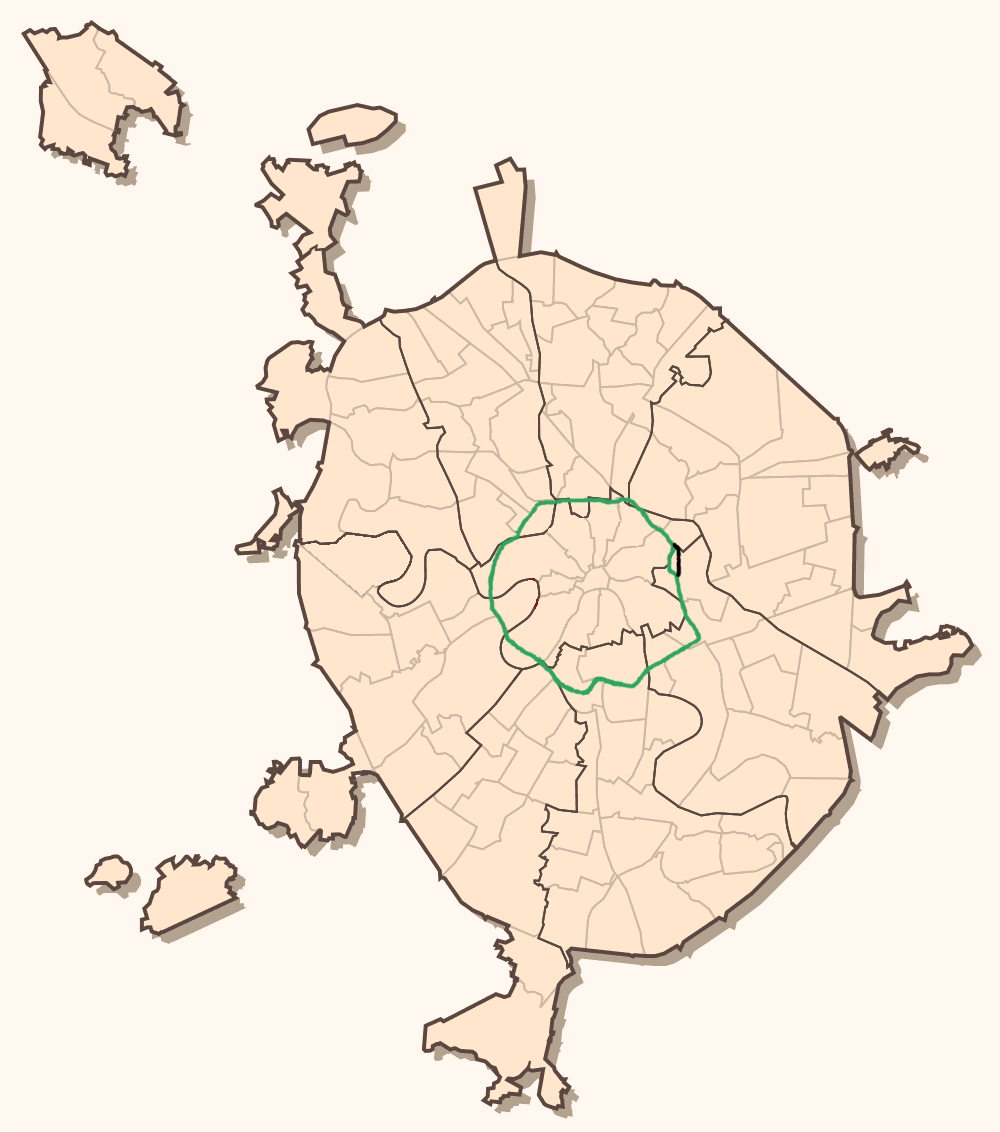
在莫斯科市的位置

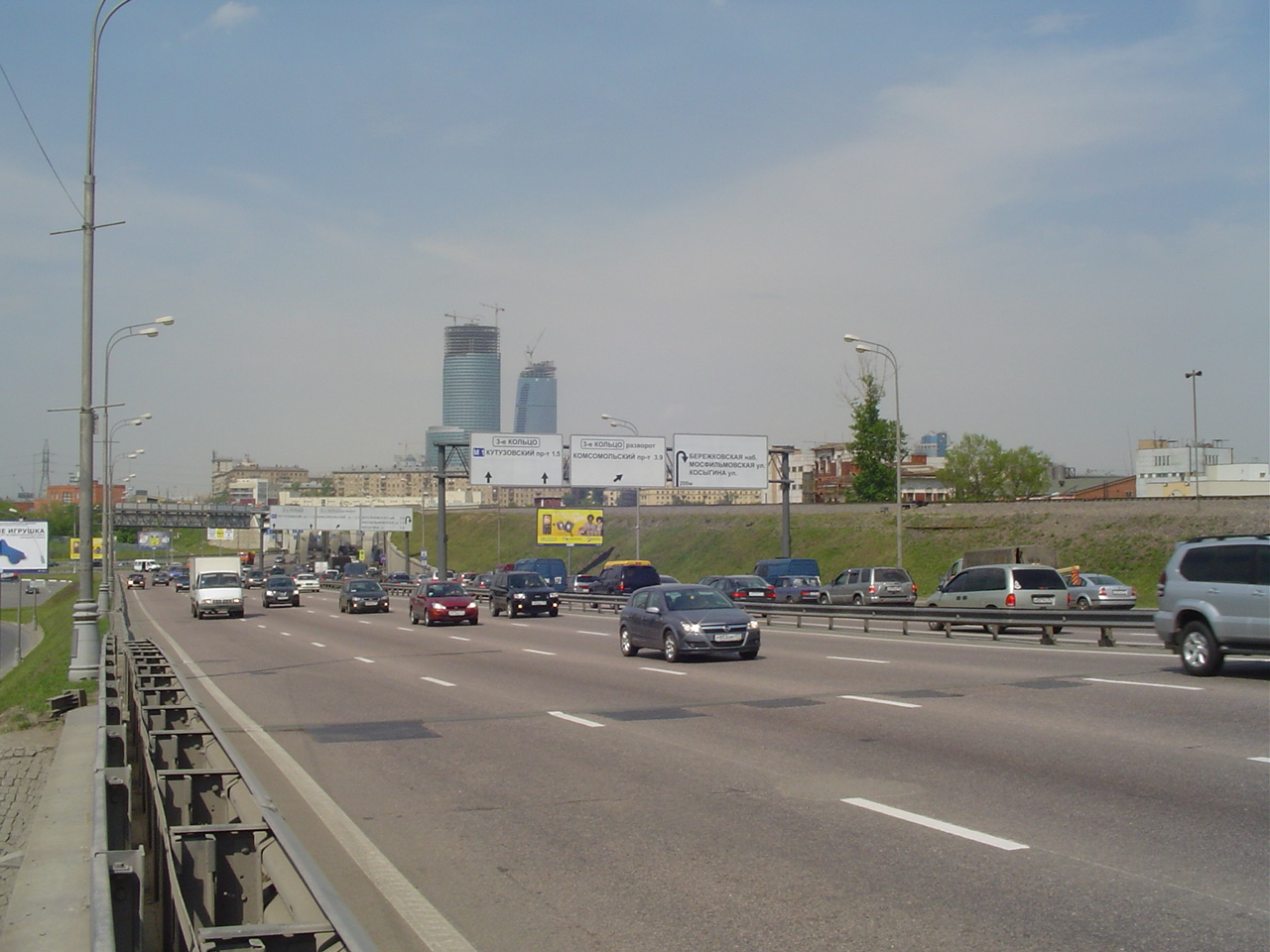
莫斯科三環路

莫斯科三環路（俄语：Тре́тье тра́нспортное кольцо́）是俄羅斯首都莫斯科的第三條環形公路，位於花園環路和莫斯科環城公路之間。大致繞行中央行政區。
全長35公里，2003年12月5日完工通車。是進入莫斯科國際商務中心的主要道路。